# Woiwodschaft Danzig (1975–1998)
Die Woiwodschaft Danzig (polnisch województwo gdańskie) war in den Jahren 1975 bis 1998 eine  Verwaltungseinheit der Volksrepublik Polen, die im Zuge einer Verwaltungsreform in der heutigen Woiwodschaft Pommern aufging. Ihre Hauptstadt war das namensgebende Danzig (polnisch Gdańsk).

Wappen der Woiwodschaft Danzig

Bedeutende Städte waren (Einwohnerzahlen von 1995):
- Danzig (462.800)
- Gdynia (251.400)
- Tczew (60.600)
- Starogard (50.600)